# Hauteluce
Hauteluce é uma comuna francesa na região administrativa de Auvérnia-Ródano-Alpes, no departamento de Saboia. Estende-se por uma área de 62,39 km². Em 2010 a comuna tinha 781 habitantes (densidade: 12,5 hab./km²).